# Ingvil Stille
Ingvil Maritta Stille, född 21 oktober 1938, är en svensk målare, tecknare och grafiker.
Hon är dotter till länsarkitekten Arvid Fredrik Samuel Stille och Audhild Havstad och från 1961 till 1976 gift med Lajos Antal Dániel konstnär. Stille studerade vid Konstfackskolan i Stockholm 1956–1958 och Gerlesborgsskolan 1958–1960 samt Kungliga Konsthögskolan i Stockholm 1960–1963. Hon tilldelades Södermanlands läns landstings kulturstipendium 1966. Separat har hon ställt ut på bland annat Galleri Gröna paletten 1965 och på Konstfrämjandet i Stockholm samt tillsammans med sin man i Nyköping och Eskilstuna. Han har medverkat i ett flertal samlingsutställningar med sörmländsk konst i Nyköping, Katrineholm, Eskilstuna och Södertälje. Som författare har hon utgivit boken Ödegården och medverkat med artiklar till tidskrifterna Paletten, Konstperspektiv och KRO:s tidning Konstnären.